# USS Commodore Morris
El USS Commodore Morris era un antiguo transbordador convertido en cañonero para la Armada de los Estados Unidos durante la Guerra de Secesión.

## Historia
El Commodore Morris, un transbordador armado con ruedas laterales, fue construido en 1862 en Nueva York; comprado por la Armada el 5 de agosto de 1862; equipado en New York Navy Yard; y comisionado el 19 de noviembre de 1862 con el teniente comandante J. H. Gillis al mando.

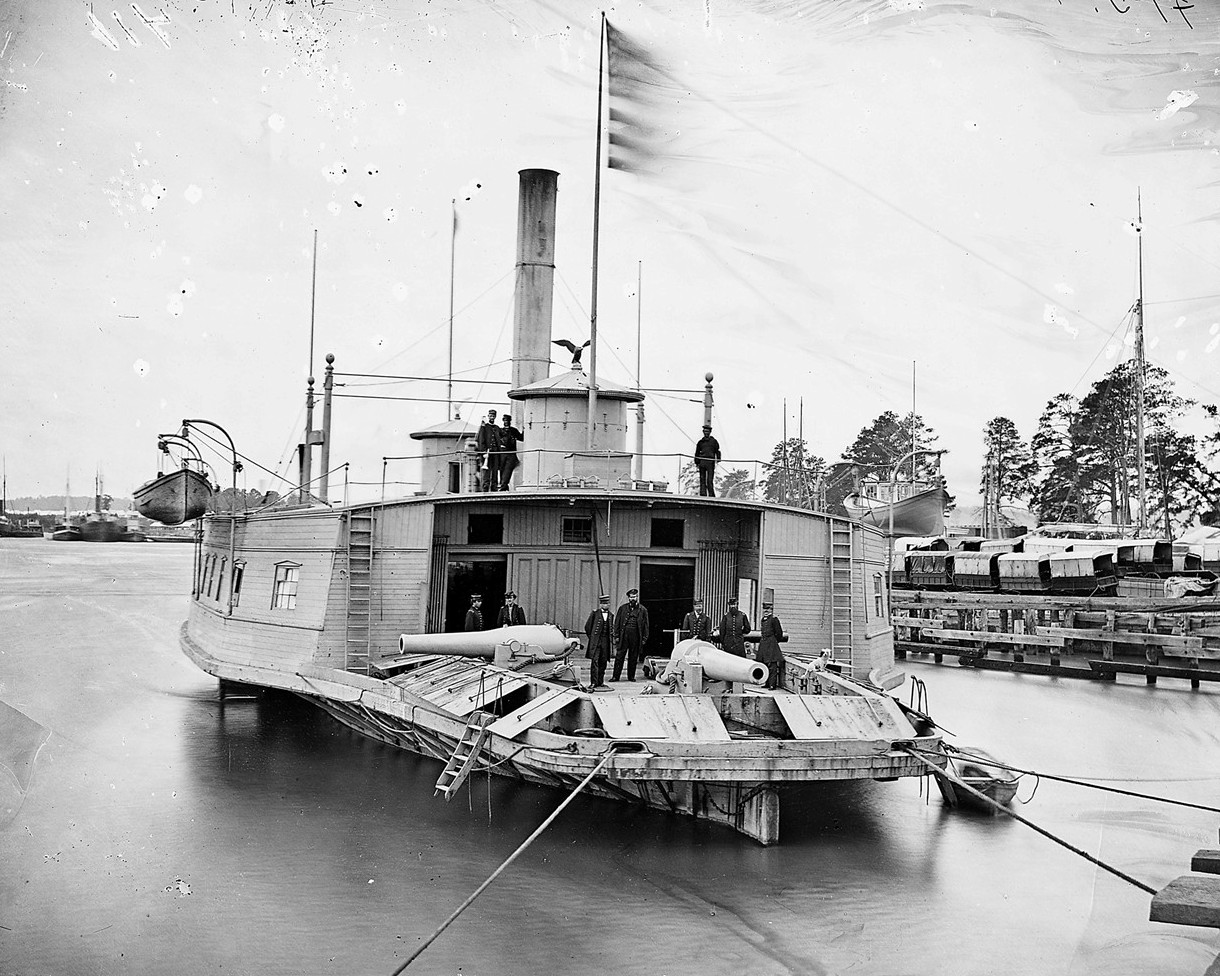
El USS Commodore Morris anclado en el Río Pamunkey, Virginia, a principios de 1864 luego de ser reparado antes de la expedición de Río James - Río Nansemond del 13 al 14 de abril de 1864.

### En el escuadrón de bloqueo del Atlántico Norte
Asignado al Escuadrón de Bloqueo del Atlántico Norte, todo el servicio del Commodore Morris estaba en los ríos y arroyos de Virginia. Sirviendo en patrullas y piquetes, también transportó tropas, arrastró por minas, remolcó barcos inutilizados y envió grupos a tierra que tomaron prisioneros y suministros de alimentos. En enero de 1863, navegó por el Pamunkey en una expedición conjunta del Ejército y la Armada que destruyó un puente ferroviario y quemó un transbordador, además de tomar un pequeño barco de vapor. En sus patrullas del 20 de enero de 1863 al 20 de abril de 1863 se llevó como premio un balandro y 65 buques ostreros. Varias veces se enfrentó a instalaciones confederadas y caballería en tierra, sobre todo en la acción con baterías en Trent's Reach el 16 de mayo de 1864 y cerca de Malvern Hill el 14 y 16 de julio de 1864.

## Destino
El Commodore Morris llegó a Nueva York el 17 de junio de 1865. Allí fue dado de baja el 24 de junio y vendido el 12 de julio de 1865.